# Bisdom Gap-Embrun
Het bisdom Gap of voluit Bisdom Gap en Embrun (Latijn: Dioecesis Vapincensis-Ebrodunensis) is een rooms-katholiek bisdom in de kerkprovincie van de aartsbisschop van Marseille. De bisschopszetel is de kathedraal van Notre-Dame-et-Saint-Arnoux in de stad Gap. De secundaire kathedraal is de kerk van Notre-Dame in de gemeente Embrun. Het grondgebied van het bisdom komt overeen met het departement Hautes-Alpes en heeft een oppervlakte van  5.643 km².

## Cijfers
In 2021 telde het bisdom ongeveer 121.000 katholieken; dat is 86% van de totale bevolking. Het bisdom is onderverdeeld in 169 parochies en telde in 2021 51 priesters.

## Geschiedenis

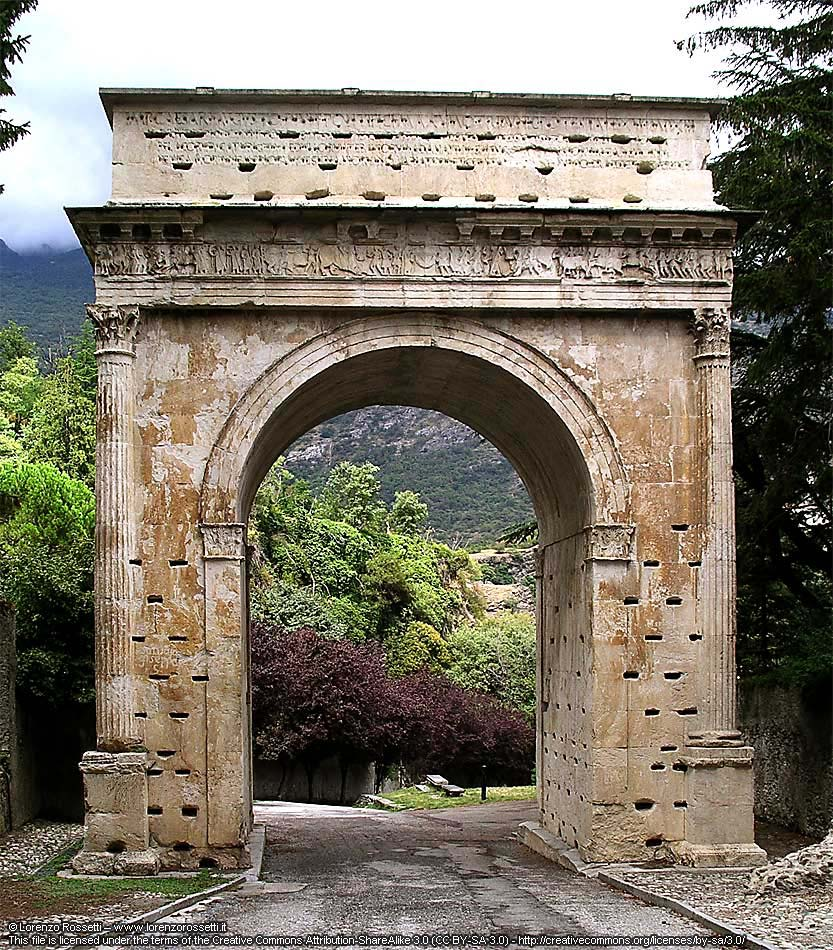
Romeinse boog in Susa (Noord-Italië)

Historisch was Gap een van de bisdommen in de provincie Dauphiné van het Franse koninkrijk. Embrun was echter ooit een veel uitgestrekter en een machtig graaf-aartsbisdom. Embrun heeft eeuwen strategisch gelegen in de Alpen, op de overgang van Provençaalse en Noord-Italiaanse handelsroutes richting Rome; Embrun is overigens ouder dan Gap want Embrun was in de Romeinse tijd de strategisch gelegen Alpenstad Eburodunum.

### Gallo-Romeins
De eerste christenen kwam in het Alpengebied bij Gap via Susa, vandaag in de Italiaanse Dauphiné. Zowel Susa als Gap lagen in de Romeinse provincie Alpes Cottiae. Via de cruciale handelsweg over de stad Embrun kwamen christenen aan in het dorp Gap. Waarschijnlijk waren er sporadisch bisschoppen van Gap ten tijde van het Romeinse keizerrijk doch zeker niet op continue wijze. Vanaf het jaar 400-450 waren er achtereenvolgens bisschoppen in Gap; de eerste is volgens overlevering Constantinus.

### Middeleeuwen

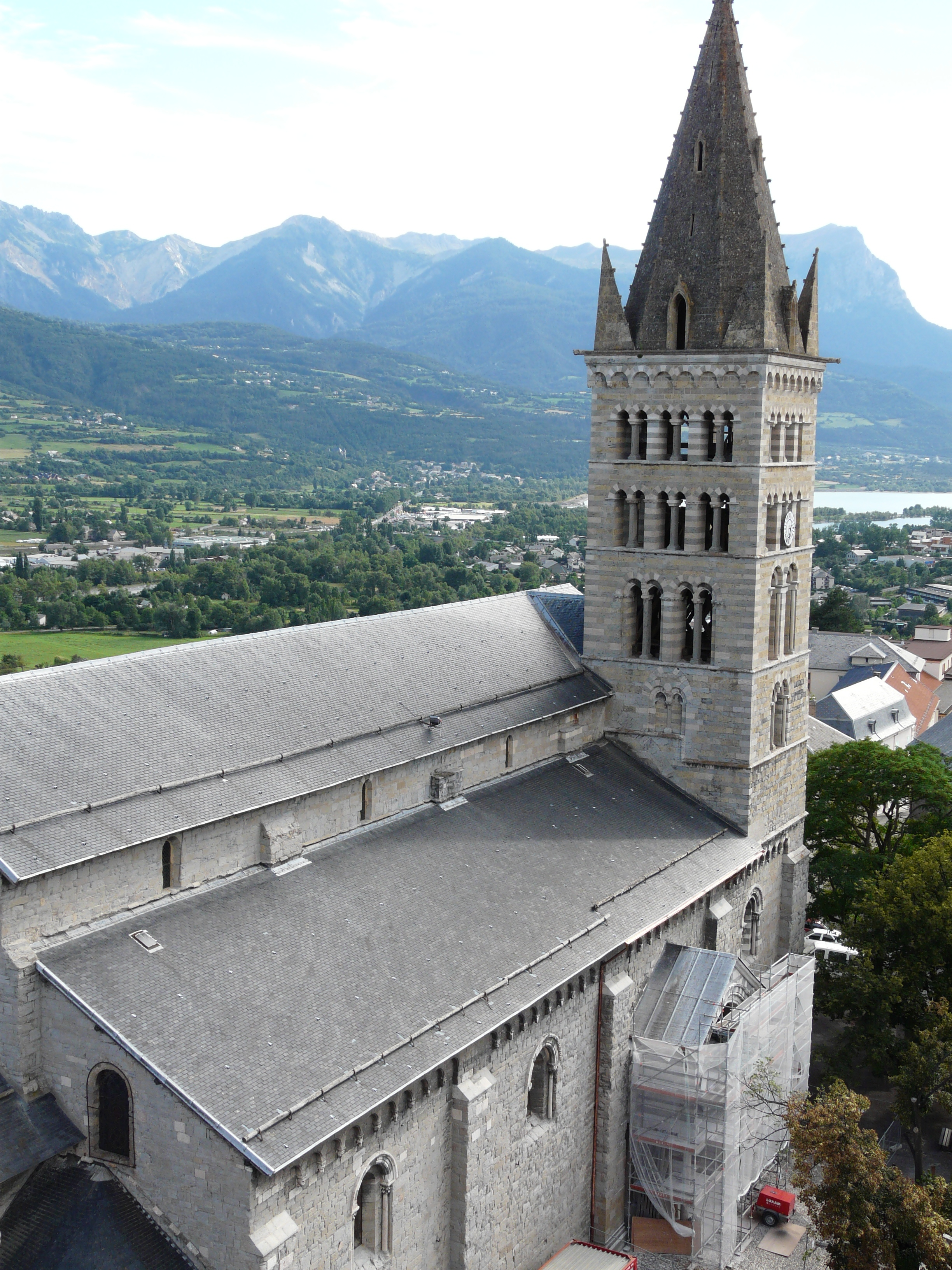
Co-kathedraal van Embrun (middeleeuws)

Met de val van het West-Romeinse rijk hadden de bisschoppen van Gap achtereenvolgens te maken met Bourgondiërs, Franken, koninkrijk Arles en het Rooms-Duitse Rijk. In de bestuurlijke chaos bouwden de lokale graven d'Urzel het graafschap Forcalquier uit. De bisschoppen van Gap rivaliseerden lange tijd met plaatselijke heren over de wereldlijke macht in Gap. In deze context van strijd om de macht in Gap situeert zich het verhaal van de heilige Arnulphus van Gap (11e eeuw). Paus Alexander II had de bisschop van Gap, een zekere Ripert, in de ban van de kerk geslagen. Ripert werd beschuldigd van simonie en ander misdrijven; in feite was deze Ripert een bondgenoot van de burggraven en lokale adel van Gap. Dit was niet naar de zin van de paus. De paus zond de Franse monnik Arnulphus, die in Rome verbleef, als de nieuwe bisschop van Gap. Volgens de heiligenlegende werd Arnulphus goed onthaald in de stad. De macht van de adel was gebroken. Arnulphus deed meerdere mirakuleuze genezingen in de stad. Een medestander van de afgezette bisschop Ripert verwondde Arnulphus aan zijn arm. Deze laatste stierf die nacht aan zijn kwetsuur. De arm van Arnulphus werd voortaan afgebeeld op het zegel van de bisschoppen van Gap, als teken van kerkelijke macht.

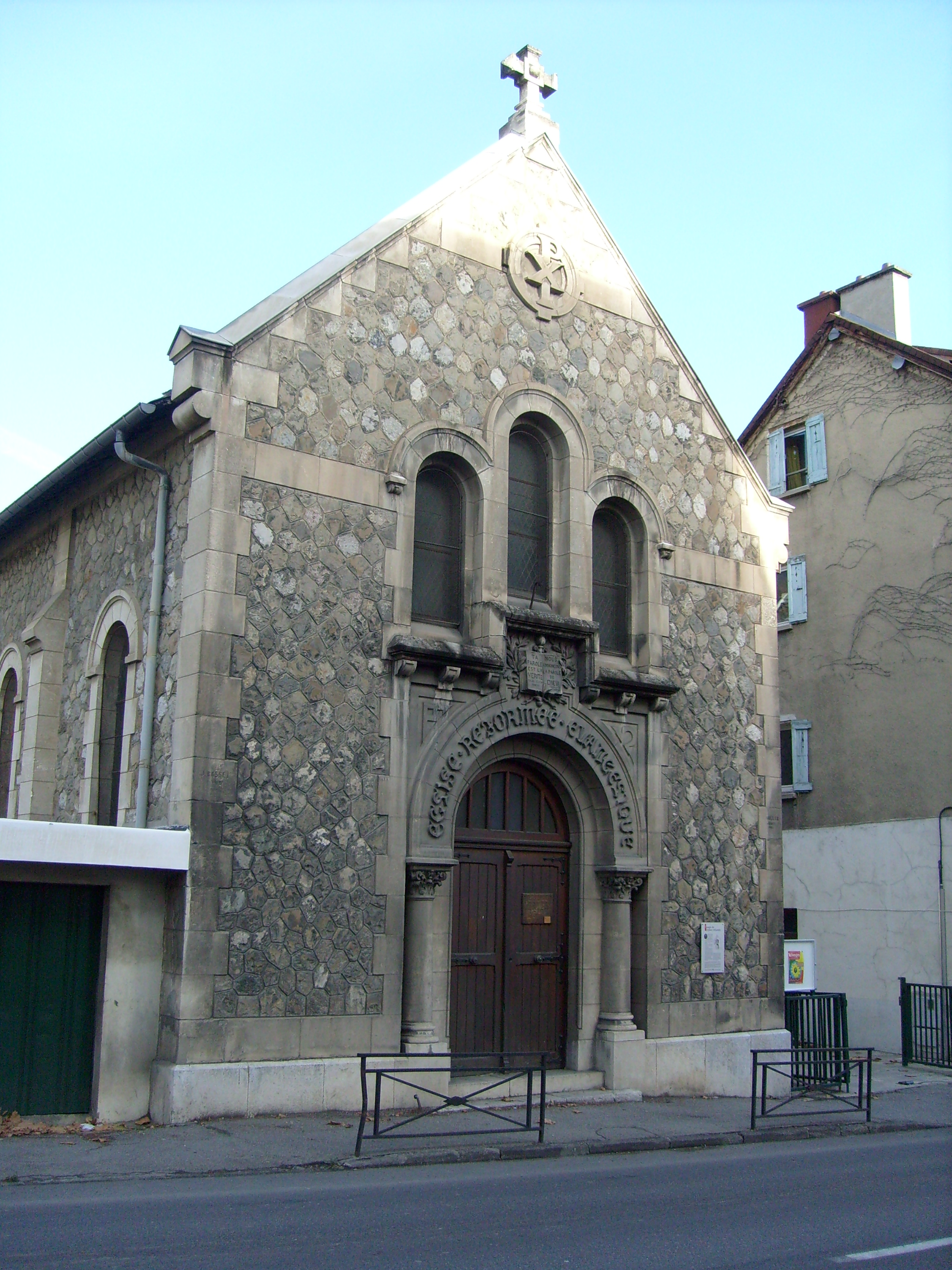
Protestantse kerk in de Guillaume Farel-straat in Gap

Het graafschap Forcalquier werd ingepalmd door het buurland, het graafschap Albon, en zo ontstond het uitgestrekte graafschap Dauphiné. Gap werd een van de bisdommen van de Dauphiné. Nadat de Franse koningen het graafschap Dauphiné op hun beurt inlijfden, verdween elke ambitie van de bisschoppen van Gap om kerkelijk grondgebied te bezitten. Alle macht werd gecentraliseerd in Parijs.

### Nieuwe Tijd
De Franse godsdienstoorlogen hielden lelijk huis in Gap. Dominee Guillaume Farel ging mee met Calvijn naar Genève. Met het Edict van Nantes kwam er een bestand en openden meerdere protestantse kerken de deuren in Gap. Dit gaf een adempauze aan Gap. Met het Edict van Fontainebleau brak het religieus geweld terug uit en ontvluchtten hugenoten definitief Gap en de Dauphiné. Jezuïeten vestigden zich in Gap. In de 18e eeuw had de bisschop het lastig omwille van zijn sympathie voor het jansenisme en werd hij opgesloten. Met de Franse Revolutie vluchtte de bisschop van Gap, halsoverkop naar het Rooms-Duitse Rijk.

### Nieuwste Tijd

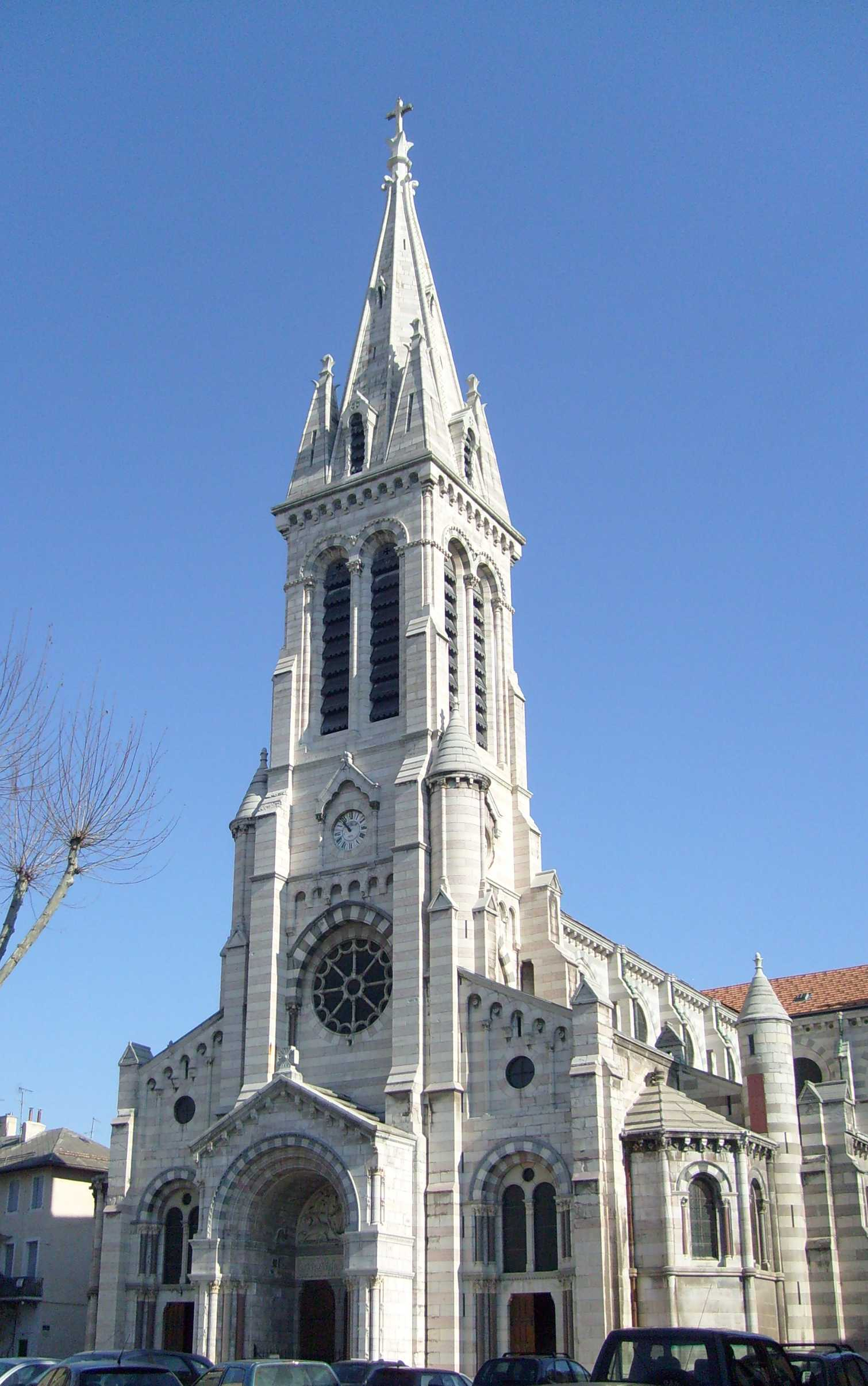
Kathedraal van Gap (19e-eeuws), geïnspireerd op deze van Embrun

Met het concordaat van 1801 schafte Napoleon Bonaparte het bisdom Gap af. Paus Pius VII overleefde het Napoleontische keizerrijk en richtte het bisdom Gap opnieuw op in 1822. Hij deed dit met de bul Paternae Charitatis voor Gap en heel wat Franse bisdommen. Gap kreeg het grondgebied van het voormalig graaf-aartsbisdom Embrun erbij; dit is het huidig Frans departement Hautes-Alpes. Omwille van de vervallen kathedraal in het centrum van Gap bouwden de bisschoppen een nieuwe kathedraal (19e eeuw). De stijl is neogotisch waarbij de voormalige kathedraal van Embrun bewust de inspiratiebron was.
In 1947 kreeg het bisdom Gap nog een stukje grondgebied van het Italiaans aartsbisdom Turijn. In 2002 veranderde Gap van kerkprovincie, door de hervorming van de Franse bisdommen door paus Johannes-Paulus II: na méér dan 1.000 jaar kerkprovincie Aix-en-Provence werd Gap deel van de kerkprovincie Marseille. In 2007 mocht het bisdom Gap zich noemen Gap en Embrun, in herinnering aan het verdwenen aartsbisdom Embrun.

## Bisschoppen
Enkele historische bisschoppen:
- Heilige Constantinus, 5e eeuw, eerste bisschop
- Heilige Arey, Erige of Arige, 6e eeuw
- Ripert, 11e eeuw, geëxcommuniceerd
- Arnulphus, 11e eeuw, patroonheilige van het bisdom
- Antoine I de Lévi de Château-Morant (1526-1551)

Bisschoppen sinds 1823:
- François-Antoine Arbaud (1823-1836)
- Nicolas-Augustin de la Croix d’Azolette (1837-1840)
- Louis Rossat (1840-1844)
- Jean-Irénée Depéry (1844-1861)
- Victor-Felix Bernadou (1862-1867)
- Aimé-Victor-François Guilbert (1867-1879)
- Marie-Ludovic Roche (1879-1880)
- Jean-Baptiste-Marie-Simon Jacquenet (1881-1884)
- Louis-Joseph-Jean-Baptiste-Léon Gouzot (1884-1887)
- Jean-Alphonse Blanchet (1887-1888)
- Prosper-Amable Berthet (1889-1914)
- Gabriel-Roch de Llobet (1915-1925)
- Jules-Géraud Saliège (1925-1928)
- Camille Pic (1928-1932)
- Auguste-Callixte-Jean Bonnabel (1932-1961)
- Georges Jacquot (1961-1966)
- Robert Coffy (1967-1974)
- Pierre Chagué (1975-1980)
- Raymond Séguy (1981-1987)
- Georges Lagrange (1988-2003)
- Jean-Michel di Falco Léandri (2003-2017)
- Xavier Malle, Comm. l'Emm. (2017-)